# ماسیمو بریاشی
ماسیمو بریاشی (انگلیسی: Massimo Briaschi؛ زادهٔ ۱۲ مهٔ ۱۹۵۸) بازیکن فوتبال اهل ایتالیا است.
از باشگاه‌هایی که در آن بازی کرده‌است می‌توان به باشگاه فوتبال یوونتوس، باشگاه فوتبال کالیاری، باشگاه فوتبال جنوآ، و باشگاه فوتبال ویچنزا اشاره کرد.
وی همچنین در تیم ملی فوتبال زیر ۲۱ سال ایتالیا بازی کرده‌است.